# Mazinger Z
Mazinger Z (яп. マジンガーＺ мадзинга: дзэтто, «Мазингер Зет») — манга и аниме о боевых роботах («меха»), созданные Го Нагаи. Первая версия манги появилась в журнале издательства Shueisha Shonen Jump в октябре 1972, и публиковалась там до августа 1973 года. Она продолжила выходить в журнале компании Kodansha TV Magazine с октября 1973 по сентябрь 1974. С декабря 1972 по сентябрь 1974 на телеканале Fuji Television транслировалась аниме-адаптация. В США показ шёл под названием Tranzor Z в 1985 году, но ввиду редактирования из-за насилия, там было только 65 серий, а фильмы вообще не получили лицензии.
Сериал стал одним из классических японских произведений о гигантских роботах, а Мазингер Зет — архетипом фантастического робота. Писатель Фредерик Шодт говорил, что и сам сериал, и его преемники «решают давнюю проблему художественных произведений о роботах — персонификации машины». Принципиальное отличие от предшественников заключалось в том, что юноша — главный герой находился внутри управляемого им робота, и, таким образом, мог в бою серьёзно пострадать или даже погибнуть. Именно здесь впервые в японском языке появилось слово «меха» для обозначения устройств такого рода. Буква Z отсылает к манге Senpu Z Осаму Тэдзуки, произведения которого Го Нагаи читал в детстве.

## Сюжет
Мазингер Зет — гигантский робот, который был создан профессором Дзюдзо Кабуто из металла «Суперсплав-Z» (яп. 超合金Z тё:гокин дзэтто), созданного на основе недавно открытого элемента «Дзяпаниум» (яп. ジャパニウム Дзяпаниуму). Этот новый элемент встречается только на горе Фудзияма в Японии. Суперсплав-Z отличается огромной прочностью, распад же Дзяпаниума генерирует разрушительную фотонную энергию (яп. 光子力 ко:сирёку). На основе этих технологий Кабуто создает Мазингер Зет — секретное оружие против сил зла, в аниме представленных в лице «механических чудовищ» доктора Хелла (яп. Dr.ヘル хэру). Немец Хелл находился в числе группы учёных, которые обнаружили останки древней цивилизации («Микенской империи»), в частности, двадцатиметровых стальных титанов. Используя их как образец, он создал своих роботов-чудовищ и пытается захватить мир.

## Персонажи
Кодзи Кабуто (яп. 兜甲児 Кабуто Ко:дзи) — главный персонаж. По вине доктора Хелла он потерял как родителей, так и деда, после чего стал пилотом созданного его дедом боевого робота Mazinger-Z. Отлично дерётся и ездит на мотоцикле. Кодзи является культовой фигурой франшизы «Мазингер». Он не появляется только в God Mazinger и манге Mazinger Angels, сфокусированной на женских персонажах.
Сэйю: Хироя Исимару (Mazinger Z, Mazinger Z — Film, Mazinger Z vs. Devilman, Mazinger Z vs. Dr. Hell, Great Mazinger, «Грендайзер», Mazinkaiser, Mazinkaiser: Death! The Great General of Darkness), Кэндзи Акабанэ (Mazinger Edition Z: The Impact!), Сётаро Морикубо (Mazinger Z: Infinity), Хиро Симоно (Grendizer U).
Саяка Юми (яп. 弓さやか Юми Саяка) — главная героиня, напарница Кодзи. Пилотирует Афродиту A. Её робот не предназначен для боевых действий и единственное имеющееся на нем оружие — две ракеты-груди. Поэтому зачастую единственное на что хватает помощи Саяки — ненадолго задержать врага. После уничтожения Афродиты стала управлять другим роботом — Дианой А. Примечательно, что в Mazinkaizer и Mazinger Edition Z: The Impact!, потеряв Афродиту, Саяка получила Венеру А, хотя в Great Mazinger был другой пилот — Дзюн Хоно. В манге Mazinger Angels Саяка, как обычно, командует Афродитой А, а вторым роботом Дианой А — Хикару Макиба из «Грендайзера».
Сэйю: Минори Мацусима (Mazinger Z, Mazinger Z Vs. Devilman), Томоко Мацусима (Mazinger Z, Mazinger Z — Film, Mazinger Z vs. Dr. Hell), Тайти Котоэ (Mazinger Z, Great Mazinger), Ай Утикава (Mazinkaiser, Mazinkaiser: Death! The Great General of Darkness), Ёко Хонда (Mazinger Edition Z: The Impact!), Аи Каяно (Mazinger Z: Infinity), Сумирэ Уэсака (Grendizer U).
Доктор Хелл (яп. Dr.ヘル Dr. Хэру) — главный антагонист аниме. Ставит целью захватить планету, для чего использует армию боевых роботов («механических монстров»). Созданная им техника может быть как пилотируемой, так и способной на самостоятельные боевые действия. Уничтожен Мазингером Зет в 91 серии. Хелл также являлся одним из главных антагонистов Great Mazinger в образе Великого Маршала Ада.
Сэйю: Косэй Томита (Mazinger Z, Mazinger Z vs. Devilman, Mazinkaiser), Кадзухико Кисино (Mazinger Edition Z: The Impact!), Унсё Исидзука (Mazinger Z: Infinity).
Барон Асюра (яп. あしゅら男爵 Асюра Дансяку) — подручный доктора Хелла. Одна его половина является мужчиной, другая — женщиной. Оба были микенцами. Когда-то они любили друг друга, но были погребены заживо. Через сотни лет, после обвала в пещере, кусок щебня свалился в гробницу и отрубил правую половину тела мужчины и левую половину тела женщины. Его имя образовано от индийских божеств низшего ранга, которых иногда называют демонами, либо титанами. Командовал армией «Железных масок». Погиб в бою с Мазингером Зет в 78 серии.
Сэйю: мужчина — Хидэкацу Сибата (Mazinger Z, Mazinger Z — Film, Mazinger Z vs. Devilman, Mazinger Z vs. Dr. Hell, Mazinkaiser), Кодзи Иситоби (Mazinger Edition Z: The Impact!), Хироюки Миясако (Mazinger Z: Infinity). Женщина — Харуко Китахама (Mazinger Z, Mazinger Z — Film, Mazinger Z vs. Devilman, Mazinger Z vs. Dr. Hell, Mazinkaiser), Каори Ямагата (Mazinger Edition Z: The Impact!), Роми Паку (Mazinger Z: Infinity).
Граф Брокен (яп. ブロッケン伯爵 Буроккэн Хакусяку) — командующий корпусом «Железного креста» и «парашютной армией» Хелла. При этом голова отделена от туловища. Появился в 39 серии, призванный доктором Хеллом после неудач барона Асюры. Руководил операциями с летающей крепости «Гуль». Уничтожен Мазингером Зет в 91 серии.
Сэйю: Дзюмпэй Такигути (Mazinger Z), Минору Инаба (Mazinger Edition Z: The Impact!), Кэйдзи Фудзивара (Mazinger Z: Infinity).
Эрцгерцог Горгон (яп. ゴーゴン大公 Гогон Тайко) — посланник Микен и Императора Тьмы. Носит аттический шлем, ниже пояса имеет тело саблезубого тигра. Появился в 68 серии. Вывел на бой опасных «призрачных механических монстров». Доктор Хелл заключил с ним сделку с целью мирового господства ещё в период раскопок на острове Бардос в Эгейском море. Его цель состояла в том, чтобы использовать Хелла и его подручных для устранения Мазингера Зет, а затем взять бразды правления в свои руки. В 91 серии оставил своих «союзников» на произвол судьбы. По приказу Великого Генерала Тьмы, Горгон отправил микенских «боевых монстров», которые уничтожили первый Мазингер в 92 серии, но были побеждены улучшенной версией — Великим Мазингером.  
Сэйю: Осаму Като (Mazinger Z, Great Mazinger), Кацуми Тё (Mazinkaiser: Death! The Great General of Darkness), Киёюки Янада (Mazinger Edition Z: The Impact!).

## Производство
Созданный для детей в 1972 году, Mazinger Z был выполнен в более простом стиле, чем похожие Devilman Го Нагаи и Science Ninja Team Gatchaman, которые выходили тогда же. Кодзи при первом запуске неуклюже пилотировал робота и несколько раз терял контроль, что подавалось с юмором. Примерно семь лет спустя, Амуро Рэй пытался разобраться с управлением в Mobile Suit Gundam. Главные персонажи-подростки имели гипертрофированный дизайн и несоответствующие голоса, однако взрослые изображены правильно. Любопытно, что Мазингер сначала просто ходил на все бои, не бегал, не прыгал и не летал. Позже были разработаны крылья для полёта — Jet Scrander. В качестве звукового эффекта для многих монстров использовался очевидный рёв Годзиллы. В 11 серии барон Асюра применил против научно-исследовательского института артиллерийское орудие времён Второй мировой войны, сбивавшее американские бомбардировщики и размещённое в пещере недалеко от горы Фудзи. Эти сцены отчётливо намекали на фильм «Пушки острова Наварон». Большая часть действия с видом на гору напоминала знаменитую серию цветных гравюр «Тридцать шесть видов Фудзи» Кацусики Хокусая. Фотонная лаборатория имела элегантный футуристический дизайн, островная база доктора Хелла — древнегреческие руины и статуи. Го Нагаи также был вдохновлён Astro Boy и Tetsujin 28-go. Режиссёр Томохару Кацумата участвовал в создании Devilman, Cutie Honey, Great Mazinger и Gaiking. Летательный аппарат Hover Pilder, кабина пилота Мазингера, изначально планировался мотоциклом, но продюсер сериала сказал Нагаи, что этого нельзя делать, иначе получится Kamen Rider. Поэтому автор решил заменить мотоцикл истребителем.

## Продолжения
Успех Mazinger Z привёл к появлению множества сериалов о гигантских роботах, показанных по японскому телевидению в 1970-х годах. В 1973 году вышел фильм Mazinger Z vs. Devilman, где доктор Хелл подчинил себе демонический клан, включая птицу Сирену, а на стороне Кодзи Кабуто выступил Человек-дьявол (Акира Фудо). Поклонникам выпал шанс увидеть два совершенно разных мира Го Нагаи, пересекавшихся друг с другом (теоретически подошла бы и Cutey Honey). В 1974 году появился фильм Mazinger Z vs. The Great General of Darkness, на этот раз герцог Горгон отправил боевых монстров Микен, уничтоживших главные города мира — Нью-Йорк, Лондон, Париж и Москву. Токио также сильно пострадал. В конце на помощь Кодзи пришёл Great Mazinger. Сериал с одноимённым названием транслировался в 1974—1975 годах, главным героем стал Тэцуя Цуруги, ему помогала Дзюн Хоно. После этого стартовал «Грендайзер», куда перешёл Кодзи Кабуто в качестве второстепенного персонажа и напарника Дюка Флида. В 1976 году был выпущен фильм Grendizer — Getter Robo G — Great Mazinger Kessen! Daikaijuu, где присутствовали персонажи Mazinger Z. На Мазингер поразительно похож Psycho Armor Govarian 1983 года. Своеобразным ответвлением являлся God Mazinger 1984 года: Ямато Хино против Дорадо. Хотя Го Нагаи нарисовал мангу, дизайн робота создавал Сатоси Хираяма. Для компьютерных игр Super Robot Wars в 1991 году был введён Mazinkaiser, однако аниме в формате OVA из 7 серий вышло в 2001 году. В 2003 году история дополнилась сиквелом Mazinkaiser: Death! The Great General of Darkness.
В 2009 году на экранах оказался Mazinger Edition Z: The Impact!, представлявший собой переосмысление оригинального сериала с добавлением нового материала. В 2010—2011 годах OVA Mazinkaiser SKL показала совершенно других персонажей и сюжет. Последним на данный момент является фильм Mazinger Z: Infinity 2017 года, выпущенный к 45-летию франшизы и 50-летию дебюта Го Нагаи.

## Выпуск

### Аниме
В 2014 году американская компания Discotek Media выпустила два комплекта DVD, по 6 дисков в каждом (на первом присутствовали 1—46 серии, а на втором — 47—92). Соотношение сторон — 1,33:1 (4:3), звук — японский Dolby Digital с английскими субтитрами. Лицензия была оформлена в 2012 году. The Fandom Post включил Mazinger Z в список лучших релизов классического аниме 2014 года.
В Испании все серии вышли на Blu-ray в 2014—2016 годах. В Японии 3 комплекта (15 дисков) были изданы Toei Video в 2017—2018 годах. Формат — 4:3 (1080p получено сканированием плёнки), звук — LPCM Mono и 2.0. В 2022 году, в честь 50-летия сериала, Toei Video объявила о выпуске новой ремастированной версии на Blu-ray. В 2023 году фильмы Mazinger Z издаются в формате 4К. В США права на дистрибуцию Blu-ray приобрела Discotek Media.

### Музыка
Начальная композиция:
- «Mazinger Z», в исполнении Итиро Мидзуки

Завершающая композиция:
- «Bokura no Mazinger Z» («Наш Мазингер Зет»), в исполнении Итиро Мидзуки

Прочие композиции:
- «Soratobu Mazinger Z» («Летающий Мазингер Зет»), в исполнении Итиро Мидзуки
- «Z no Thema», в исполнении Итиро Мидзуки
- «Die Lorelei» («Лорелея»), музыка Фридриха Зильхера на стихи Генриха Гейне (61 серия)
- «Sayaka no Thema», в исполнении Кумико Каори (74 серия)
- «Waga Tomo Mazinger Z» («Мой друг Мазингер Зет»), в исполнении Итиро Мидзуки (92 серия)
- «Yuusha wa Mazinger» («Храбрый Мазингер»), в исполнении Итиро Мидзуки (92 серия)

Песни и музыка неоднократно выходили на многочисленных альбомах и сборниках, которые относились к Итиро Мидзуки («Best of Best» 2015 года и другие), Митиаки Ватанабэ, ностальгии 1970-х годов («Omoide no Anison 70's»), серии Super Robot Spirits, компиляциям из различных аниме («Anime Song 50: Reiwa ni Natte mo Kikitai Genki ga Deru», «History of anime songs I», «Our Favorite Anime Songs»), кавер-версиям и новым аранжировкам («Brass Band Heroes»).

### Кроссовер
В феврале 2019 года было объявлено о выпуске манги Mazinger Z vs. Transformers, издателем является Village Books. Сюжет написал Хирото Исикава, синопсис — Наото Цусима, ключевую обложку нарисовал Го Нагаи. Автоботы и десептиконы попадают в пространственно-временное искажение и оказываются в Японии, где Мазингер Зет сражается с доктором Хеллом.

## Наследие
11 место в топ-100 аниме по версии журнала Animage.
Mazinger Z существенно повлиял как на меха в целом, так и на последующие аниме, в частности. В интервью, опубликованном в 1999 году в артбуке Devilman Tabulae Anatomicae Kaitaishinsho, Хидэаки Анно признался, что «Евангелион» создавался под влиянием Мазингера, наряду с Getter Robo, Demon Lord Dante и Devilman. В 2017 году Гильермо дель Торо встретился с Го Нагаи на  международном фестивале анимационных фильмов в Анси и поблагодарил за влияние на своё творчество.
Mazinger Z — причина, по которой многие заинтересовались японской анимацией в юном возрасте. После просмотра первых двух серий детей завлекало, и в воображении не оставалось ничего, что могло бы сравниться с драматичностью битв Кодзи и Мазингера против армии доктора Хелла. Несмотря на то, что Mazinger Z не был первым аниме о гигантских роботах (отличным примером выступает Tetsujin 28-go), сражавшихся с силами зла, во многих отношениях он являлся революционным. Без него Япония, возможно, не увидела бы суперроботов, ставших символами культуры, таких как «Грендайзер», Chou Denji Machine Voltes V, Gundam и «Евангелион». Обычно каждую серию можно разбить на следующие части: появляется вражеский робот, Мазингер противостоит ему, но терпит поражение, герои находят способ победить, Мазингер снова сражается и выигрывает. Это означает предсказуемый, но увлекательный сюжет. Всегда происходит что-то интересное (например, может ли робот летать), заставляя задуматься о том, что произойдёт дальше. На поле боя Кодзи и Мазингер были едины, и пилот ощущал все последствия атаки. Также появилось нововведение, доставлявшее удовольствие и раздражавшее многих поклонников на десятилетия вперёд — голосовые команды оружию. Кодзи не просто нажимал кнопку, а решительно и громко выкрикивал знаменитое: «Rocket Punch!». Изначально такое делалось для того, чтобы дети, которые смотрели дома, имели возможность участвовать в происходящем вместе с главным героем. Эта гордая традиция присутствует в Super Sentai и таких меха-сериалах, как The King of Braves GaoGaiGar. Хотя Mazinger Z — старый выпуск, он хороший по современным меркам, особенно в последнем сезоне и не преминет впечатлить сражениями, дизайном мех и незабываемыми персонажами.